# Comuna Kovali, Korosten
Kovali (în ucraineană Ковалівська сільська рада) este o comună în raionul Korosten, regiunea Jîtomîr, Ucraina, formată din satele Kovali (reședința) și Krasnosilka.

## Demografie
Componența lingvistică a comunei Kovali
     Ucraineană (99,05%)
     Alte limbi (0,95%)
Conform recensământului din 2001, majoritatea populației comunei Kovali era vorbitoare de ucraineană (99,05%), existând în minoritate și vorbitori de alte limbi.